# Jihlava (Fluss)
Die Jihlava (deutsch Igel) ist ein Fluss in Tschechien, nach dem auch die Stadt Jihlava (Iglau) benannt wurde.

## Geographie
Die Jihlava entspringt auf der Böhmisch-Mährischen Höhe westlich von Jihlávka (Klein-Iglau), wenige Höhenmeter unterhalb der Europäischen Hauptwasserscheide. Die Fließstrecke verläuft bis zur Stadt Jihlava in vorwiegend nordöstlicher Richtung und biegt ab Jihlava nach Südosten ab. Nach 184 Kilometern mündet die Jihlava bei Ivaň (Eibis) in die Svratka (Schwarzach), nur wenige Meter von der Einmündung der Svratka in den Thaya-Stausee von Nové Mlýny (Neumühl) entfernt.
Die wichtigsten Zuflüsse sind an der linken Uferseite die Oslava (Oslau) bei Ivančice (Eibenschütz) und an der rechten die Jihlávka (Kleine Igel) in Jihlava und die Rokytná (Rokitna) in Ivančice.

## Name
Der Fluss wird 1277 (Ihlaua) erstmals urkundlich erwähnt. Der Name könnte sich von tschechisch jehla für 'Nadel' oder auch von germanisch *Îg(w)alō für 'Eibenbach'.
Alternativ könnte der ursprüngliche Name möglicherweise von dem deutschen Wort Igel nach den scharfen Steinen im Flussbett kommen, die an Igelstacheln erinnern. Wahrscheinlicher ist jedoch, dass der Name aus dem keltischen (gael)uig („Bach“) abgeleitet ist.